# Henri Pierre Van der Vin
Pour les articles homonymes, voir Van der Vin.
Henri Pierre Van der Vin, connu aussi sous le patronyme Vandervin, né à Anvers, le 27 mars 1790 et mort à Gand le 11 novembre 1871, est un peintre belge connu pour ses peintures de paysages, ses représentations animalières et ses scènes de genre.
Il expose à au moins trois Salons de Gand de 1820 à 1823. Ses œuvres sont conservées au Musée des Beaux-Arts de Berne.

## Biographie

### Famille
Henri Pierre Van der Vin (son patronyme est orthographié Vandervin dans les actes de l'état-civil), né à Anvers le 27 mars 1790, est le fils de Gilles François Van der Vin (1745-1806), perruquier, et de Marie Isabelle Habricx (1783-1809), mariés à Anvers le 15 juin 1779. Il épouse à Gand le 29 janvier 1812 Philippine Françoise Ghislaine Delahaut (1785), tailleuse. Le couple a huit enfants, dont les peintres Mathilde Van der Vin (1812-1884), Paul Van der Vin (1823-1887) et Jules Norbert Van der Vin (1827-1857).

### Formation
Sa formation est mal documentée.

### Carrière
Henri Pierre Van der Vin commence sa carrière à Gand, où il s'établit, en 1810, puis il expose à au moins trois salons triennaux belges de 1817 à 1823, de même qu'au Salon de l'école académique de Lille en 1820.
Après 1823, il dirige un cabinet de tableaux et d'antiquités, rue aux Barres no 7 à Gand. Il est également peintre restaurateur au Musée des beaux-arts de Gand et membre de la Société royale des beaux-arts de Gand, dont il est l'archiviste en 1842.
Henri Pierre Van der Vin, veuf, meurt, à l'âge de 81 ans, à Gand, le 11 novembre 1871.

## Œuvre

### Caractéristiques
Son champ pictural couvre les peintures de paysages, parfois étoffées de représentations animalières et les scènes de genre à caractère historique.
Signe : Vandervin

### Expositions

#### Belgique
- Salon de Gand (Xe) de 1817 : Caveau du palais de Venise à Rome. Un prisonnier se réchauffe aux rayons du soleil qui dardent dans sa prison et Paysage représentant le déclin du soleil. Sur le devant du tableau se trouve une étable vers laquelle deux bergers conduisent leurs troupeaux[5].
- Salon de Gand (XIe) de 1820 : Vue prise au grand Tocquet à Gand[6].
- Salon de Gand (XIIe) de 1823 : Vue prise d'après nature dans les environs de Renaix, ornée de figures[7].

#### France
- Salon de l'école académique de Lille en 1820 : Phocion dans la prison, condamné à mourir de poison, inspirée de la tragédie Phocion, de Jacques-Corentin Royou[3].

### Collections muséales
- Musée des Beaux-Arts de Berne[2].